# 伊賀八幡宮
伊賀八幡宮（いがはちまんぐう）は、愛知県岡崎市伊賀町にある神社。

## 概要
本殿、隨神門、神橋などが重要文化財に指定されている。

## 歴史
文明2年（1470年）、松平親忠が、松平氏の氏神として社（やしろ）を伊賀国より現在の地に移した。これが伊賀八幡宮の始まりとされる。
天文4年（1535年）の井田野の戦いでは、松平広忠が伊賀八幡宮で戦勝祈願を行い、社殿を造営し、弓矢を奉納していている。
その後、慶長年間に徳川家康によって社殿の改築が行われた。さらに三代将軍家光が社殿を拡張し、祖父家康（東照大権現）を祭神に加えた。江戸時代を通じ、家康の命日である4月17日に将軍の名代として岡崎藩主が代参することが慣習となった。
祭神は応神天皇、仲哀天皇、神功皇后、東照大権現。

## 境内
本殿
慶長年間に徳川家康によって造営された。国の重要文化財である。
随身門
神域を守る随身を門の両側に安置する。同じく国の重要文化財である。
神橋（石橋）
同じく国の重要文化財だが、現在は渡ることはできない。

## 文化財

### 重要文化財
- 本殿、幣殿、拝殿、附、宮殿（くうでん）1基、棟札4枚
- 透塀
- 御供所
- 随身門
- 神橋
- 鳥居

### 岡崎市指定文化財
- 伊賀八幡宮末社上総社社殿、牟久津社社殿[5]
- 木造随身像（附：像内納入銘札1枚）[5]

## 主な祭礼
- 月次祭（毎月1・15日）
- 武者的神事（大寒の日）
  - 檜の的板に矢を射放ち、的板の割れ具合によって一年の豊凶を占う。
- 節分厄除祭（立春前日）
- 祈年祭（2月17日）
- 東照宮祭（4月17日）
- 茅の輪神事（6月晦日）
- 例大祭（10月第1土・日曜日）
- 新嘗祭（勤労感謝の日）

## ギャラリー
- 石鳥居
- 拝殿
- 随身門
- 神橋
- 御供所
- さざれ石
- 家康行列の出陣式
- 鳥居